# مدیریت محتوای سازمانی
مدیریت محتوای سازمانی (به انگلیسی: Enterprise Content Management) با کوته‌نوشت ECM است و ترکیبی پویا از استراتژی‌ها، روش‌ها، و ابزار جهت ضبط، مدیریت، ذخیره، نگهداری، و ارائه اطلاعات از فرآیندهای کلیدی یک سازمان در طول چرخه فعالیت آن است. این سیستم به سازمان‌ها کمک می‌کند تا داده‌های ساختاریافته و غیرساختاریافته را به‌طور مؤثر مدیریت کرده و از آن‌ها در تصمیم‌گیری‌های کلیدی استفاده کنند. یکی از اهداف اصلی ECM یا سامانه مدیریت محتوای سازمانی، شناسایی و از بین بردن فرآیندهایی است که می‌تواند یک سازمان را با مشکلات بسیاری مواجه کند.
ابزارها و استراتژی‌های ECM مدیریت اطلاعات سازمان‌نیافته و طبقه‌بندی‌نشده را در هرجایی که باشد، فراهم می‌کنند.

## بخش‌بندی
هر ECM را می‌توان به ۵ بخش اصلی: ضبط، مدیریت، ذخیره، حفظ، و ارائه تقسیم کرد. هر بخش دارای اهداف زیر است:
- ضبط: ایجاد، جمع‌آوری و سازماندهی اطلاعات ورودی مانند نامه‌ها و اسناد
- مدیریت: مدیریت اطلاعات، تغییر و استخراج اطلاعات و امکان کنترل سطح دسترسی کاربران به اسناد
- ذخیره: ذخیره موقت اطلاعات در بازه‌های زمانی کوتاه و دسته‌بندی آنها برای بازیابی سریعتر
- حفظ: تهیه نسخه پشتیبان از اطلاعات در دوره‌های زمانی بلندمدت و اعمال سیاست‌های امنیتی برای جلوگیری از از دست رفتن داده‌ها
- ارائه: داده اطلاعات درخواستی به کاربران و مشتریان به‌صورت بهینه و از طریق پلتفرم‌های مختلف مانند وب، موبایل و نرم‌افزارهای سازمانی

## برتری ECM
سامانه مدیریت محتوای سازمانی مؤثر می‌تواند در دسترسی آسان به اطلاعات یک سازمان، ایجاد امنیت داده‌ها و به کمینه‌سازی زمان گردش کار در یک سازمان کمک کند. همچنین جلوگیری از ورود داده‌های تکراری، نگهداری یک یا چند نسخه پشتیبان از هر سند بجای چندین نسخه کپی اسناد و مدارک، از مشخصه‌های اصلی یک ECM است.